# Sweet Movie
Pour plus de détails, voir Fiche technique et Distribution.
Sweet Movie est un film franco-ouest-germano-québécois réalisé par Dušan Makavejev, sorti en 1974.

## Synopsis
Un récit suit Miss Monde 1984 / Miss Canada, qui remporte un concours de « la plus vierge » ; son prix est le mariage avec un magnat de l'industrie laitière. Cependant, après l'initiation puritaine et dégradante de ce dernier aux rapports sexuels, elle fait part de son intention de partir à sa belle-mère qui, à ce moment-là, manque de la faire tuer. Le garde du corps de la famille l'emmène, l'humilie encore plus et finalement l'embarque dans une malle à destination de Paris. Elle se retrouve sur la Tour Eiffel, où elle rencontre distraitement un chanteur latin, El Macho, avec qui elle a des rapports sexuels. L'acte sexuel est interrompu par des nonnes en tournée qui effraient les amants et provoquent un penis captivus. Dans son état de choc post-coïtal, elle est adoptée dans une communauté d'artistes dirigée par Otto Muehl, où elle trouve des soins affectueux. La commune pratique des séances libératrices, où un membre, avec l'aide des autres, fait une expérience de (re)naissance, pleure, urine et défèque comme un bébé, tandis que les autres le nettoient et le dorlotent. Plus tard, on la voit jouer pour une publicité obscène, dans laquelle elle est nue, couverte de chocolat liquide.
La deuxième partie voit une certaine Anna Planeta, propriétaire d'une péniche hollandaise chargée de bonbons et de sucre, avec une sculpture de Karl Marx sur sa proue et le haut-parleur de bord qui diffuse la version italienne de la chanson Bandiera rossa. Elle accueille à bord le marin russe Léon Bakounine, dernier survivant du cuirassé Potemkine, avec qui elle a un rapport sexuel sur un tas de sucre, puis le poignarde. Elle tente ensuite de séduire l'un des enfants à bord et se fait arrêter par la police, qui s'imagine qu'elle les a tués et mis dans des sacs en plastique. Laissés seuls, les enfants se réveillent.
Le deuxième récit met en scène une femme, Anna Planeta, qui pilote un bateau rempli de bonbons sur les canaux d'Amsterdam, avec une grande tête en papier mâché de Karl Marx sur la proue. Elle prend en stop le marin russe Léon Bakounine, dernier survivant du cuirassé Potemkine, tout en le prévenant que s'il tombe amoureux, elle le tuera. Il ignore les nombreuses suggestions qu'elle lui fait de partir et leur relation évolue. Finalement, alors qu'ils sont sur le point de faire l'amour, elle le poignarde à mort dans leur nid de sucre. Elle séduit également les enfants dans son monde de sucreries et de révolution. Elle est finalement appréhendée et arrêtée par la police qui dépose des sacs en plastique contenant les corps des enfants sur le bord du canal, laissant entendre qu'ils ont eux aussi été tués par Planeta. Le film se termine avec les enfants, invisibles pour les autres, qui renaissent de leurs cocons en plastique.

## Fiche technique
- Titre original et français : Sweet Movie[1]
- Réalisation : Dušan Makavejev
- Scénario : Dušan Makavejev
- Assistante réalisatrice : Claire Denis
- Production : Richard Hellman, Vincent Malle et Helène Vager
- Montage : Yann Dedet
- Sociétés de production : V. M. Productions, Mojack Film, Maran Film GmbH & Co. KG, Société de développement de l'industrie cinématographique canadienne (SDICC)
- Pays de production :  Canada,  France,  Allemagne de l'Ouest
- Format : couleur - 1,66:1 - Mono - 35 mm
- Genre : comédie érotique, film politique, film expérimental
- Durée : 98 minutes
- Dates de sortie : 
  - France : 16 mai 1974 (Festival de Cannes 1974) ; 12 juin 1974 (sortie nationale)
  - Canada : 21 mars 1975
  - Allemagne de l'Ouest : 3 octobre 1975

## Distribution
- Carole Laure : Miss Monde 1984 / Miss Canada
- Pierre Clémenti : Léon Bakounine
- Anna Prucnal : Capitaine Anna Planeta
- Sami Frey : El Macho
- Jane Mallett (en) : Mme Alplanalpe / la mère d'Aristote
- Roy Callender (en) : Jeremiah / le garde du corps de Mme Alplanalpe
- John Vernon : monsieur Kapital / Aristote
- Marpessa Dawn : Mama Communa
- Otto Muehl : le chef de la Therapie-Komune

## Production
À l'origine, le film devait se concentrer uniquement sur les expériences de Miss Canada. Cependant, l'actrice incarnant le personnage, Carole Laure, a quitté la production après avoir été de plus en plus dégoûtée par les actions requises pour sa prestation ; elle a décidé de démissionner après avoir tourné une scène dans laquelle elle caressait le pénis d'un homme à l'écran. Carole Laure témoignera en 2022 : « Un jour, j’écrirai ce qui s’est passé. C’est une sorte de #metoo avant l’heure. Il y a eu des menaces criminelles. Cette expérience en dit long sur l’exploitation, le voyeurisme et les agressions ». L'actrice a aussi critiqué la décision du réalisateur de passer outre son refus de tourner certaines scènes en la faisant alors doubler par une autre actrice. Après le départ de Laure, Makavejev a réécrit le scénario pour y inclure le deuxième récit, avec Anna Prucnal. Les autorités polonaises ont ensuite interdit à Prucnal d'utiliser son passeport à cause du film, ce qui lui a effectivement interdit d'entrer dans son pays natal pendant quinze ans.

## Exploitation
Le film a été présenté au Festival de Cannes 1974, puis est sorti dans les salles de cinéma françaises le 12 juin.
Le film a suscité une vive controverse à sa sortie, avec des scènes de coprophilie, d'émétophilie, d'attouchements implicites sur des enfants, et des images de restes de victimes du massacre polonais de Katyn. Le film a été interdit dans de nombreux pays, dont le Royaume-Uni, ou sévèrement coupé.
En novembre 1974, le film est sorti en Italie sous le titre Dolcefilm, distribué par Stefano Film avec P.A.T. L'adaptation italienne a été montée par Pier Paolo Pasolini avec Dacia Maraini.

### Accueil critique
« Sans doute y a-t-il là-dedans un discours (forces vitales/forces autodestructrices ; pulsion de mort/civilisation) et ce jusque dans les innocentes sucreries de la société de consommation. […] Le mieux pour regarder le politico-érotique Sweet Movie, c'est de s'abandonner sans cogitation à la fantaisie de ses collages surréalistes et de ses chorégraphies bouffonnes, que l'excès de symboles ne parvient pas à étouffer. Comme moteur de l'Histoire à l'Ouest, la bouffe et le sexe dans leur boulimie grotesque, le corps donc, ses besoins de se remplir et de se vider. Marchandise qu'on se refile, une Miss Monde (Carole Laure ébahie) expérimente plein de mains, jusqu'à celles d'une communauté de fêlés pratiquant le retour au stade sadique-anal (vomir et s'enduire de caca). Auparavant, la belle a voyagé en fœtus dans une valise orange (colis humain doté d'une main timide s'immisçant dans l'air libre), ou pratiqué au sens propre le coinçage sexuel (un spasme de trop) avec un crooner mexicain (Sami Frey). Et ce n'est rien à côté de cette péniche-char enfantine, Karl Marx en proue, que conduit une muse de l'Est (Anna Prucnal) hyperportée sur la chose. Allégorie de la révolution qui nique toujours ses enfants, cette autre belle se «fait» quelques mômes (version porno soft d'Hansel et Gretel) et un charmant marin rescapé du Potemkine (Pierre Clémenti), qu'elle mordra à mort sur une litière de sucre. »

— Isabelle Potel dans Libération